# Malaxa (automobil)
Malaxa a fost un autoturism românesc construit în 1945 la Reșița în fabricile industriașului român Nicolae Malaxa, al cărui nume îl poartă. 
Proiectul autoturismului aparține unu grup de ingineri și tehnicieni de la uzinele A.S.A.M. și Malaxa din București și IAR din Brașov, conduși de ing. Petre Carp.

## Descriere
Mașina avea un motor cu trei cilindri în stea, cu răcire forțată cu aer, capabil să dezvolte 30 de cai putere (după măsurătorile vremii). Soluția constructivă era "totul în spate", motorul formând un tot cu diferențialul și cutia de viteze. Greutatea motorului era de 80 kg iar ansamblul cu diferențialul și cutia de viteze ajungea la 150 kg.
Pentru a asigura răcirea motorului, între plafon și acoperiș era lăsat un spațiu pentru canalizarea aerului necesar. Aerul era captat din față, de deasupra parbrizului și era canalizat prin acoperișul cu pereți dubli, cu ajutorul unui ventilator, care îl absorbea, dirijând o parte peste cilindri, iar restul la carburator. Viteza maximă era de 120 km/h. 
Malaxa oferea un nivel înalt de confort și putea transporta până la șase persoane. Caroseria avea o formă aerodinamică, foarte elegantă, cu portbagajul în partea din față, sub capotă, unde se afla și roata de rezervă. Prinderea caroseriei pe șasiu se făcea prin tampoane de cauciuc.
Consumul de benzină era de 10 l/100 km. 
Producția ei a fost oprită când sovieticii au decis să mute linia de asamblare în U.R.S.S., după ce un oficial de la Moscova aflat la Sofia, a fost transportat cu un automobil Malaxa și a rămas impresionat de performanțele acestuia.

## Legături externe
- 8 mașini românești interesante despre care sigur nu știai nimic
- Care a fost prima mașină produsă în România (și nu e Dacia)

## Vezi și
- Dumitru Văsescu